# Sauli
Sauli (en grec antic: Σαύλιος) va ser un rei dels escites que va viure al segle vi aC.
Era fill de Gnur i d'una dona grega, germà del filòsof Anacarsis i pare d'Idantirs que també va ser rei dels escites. Heròdot explica que quan Anacarsis va tornar al seu país ha va entrar per la zona d'Hilea, un lloc boscós, i allà va celebrar diversos rituals en honor a Cíbele, amb un timbal a la mà i amb imatges sagrades penjades al cos. Un escita el va veure i va informar al rei Sauli, que va anar cap aquell lloc i va matar el seu germà Anacarsis amb una fletxa, perquè creia que volia introduir al país els costums estrangers.
Heròdot també fa saber que els escites diuen que no coneixen Anacarsis, perquè va anar a un país estranger i va adoptar costums forans.